# Parepierus inaequispinus
Parepierus inaequispinus är en skalbaggsart som beskrevs av Zhang och Zhou 2007. Parepierus inaequispinus ingår i släktet Parepierus och familjen stumpbaggar. Inga underarter finns listade i Catalogue of Life.